# Sonja Föger-Kalchschmied

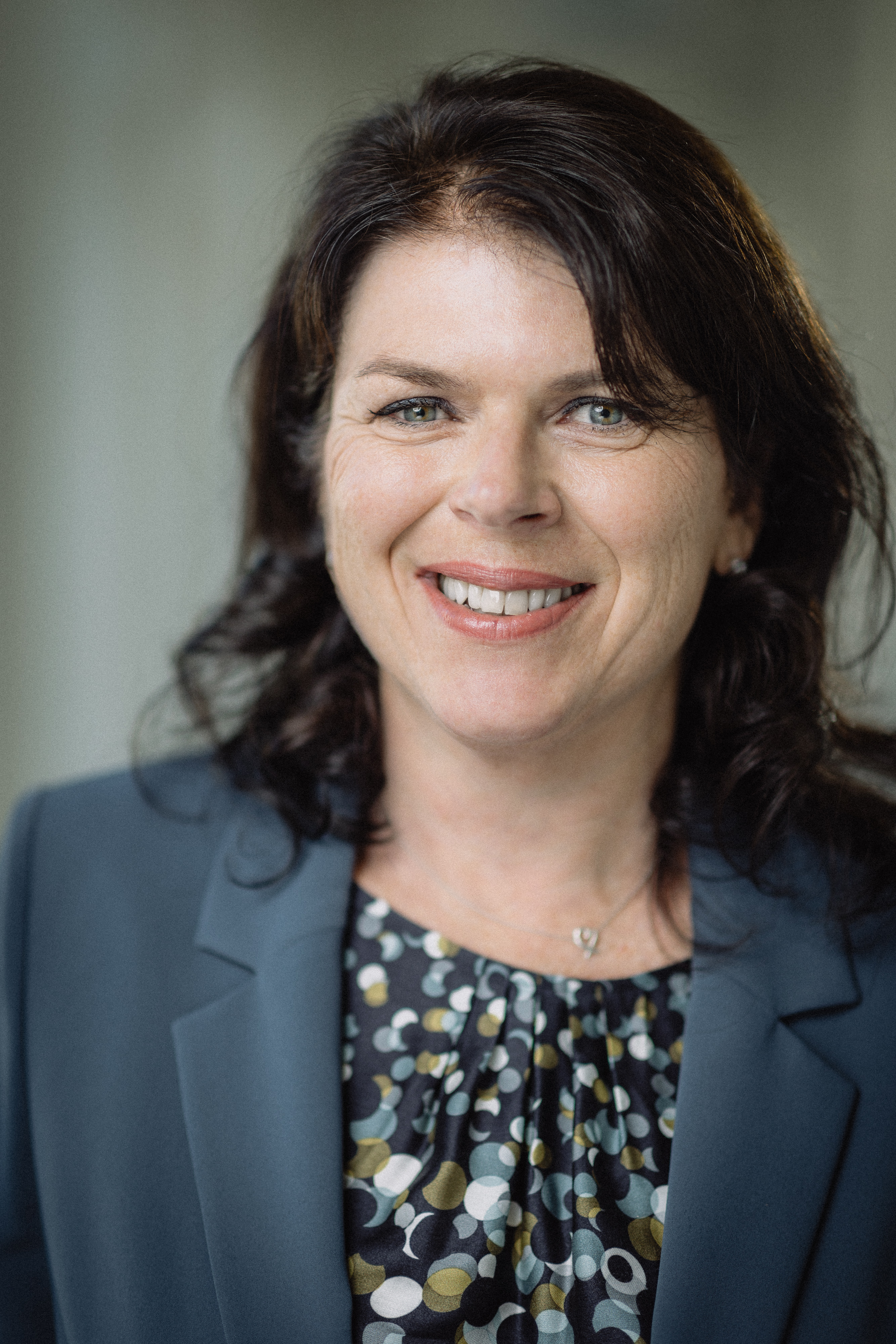
Sonja Föger-Kalchschmied (2022)

Sonja Elisabeth Föger-Kalchschmied. (* 9. Jänner 1969 in Reutte) ist eine österreichische Politikerin der Sozialdemokratischen Partei Österreichs (SPÖ). Vom 25. Oktober 2022 bis Dezember 2024 war sie Abgeordnete zum Tiroler Landtag. Im Jänner 2025 wurde sie Vorsitzende des ÖGB Tirol.

## Leben
Sonja Föger-Kalchschmied absolvierte die Höhere Lehranstalt für wirtschaftliche Berufe in Innsbruck. An der Universität Innsbruck studierte sie Psychologie, das Studium schloss sie mit dem Bakkalaureat ab. 2014 wurde sie Betriebsrätin und 2018 Betriebsratsvorsitzende der Lebenshilfe Tirol. In der Arbeiterkammer Tirol ist sie Kammerrätin. Im März 2022 wurde sie als Nachfolgerin von Karin Brennsteiner zur Frauenvorsitzenden des ÖGB Tirol gewählt.
Am 25. Oktober 2022 wurde sie in der konstituierenden Landtagssitzung der XVIII. Gesetzgebungsperiode als Abgeordnete zum Tiroler Landtag angelobt, wo sie Obfrau im Ausschuss für Sicherheit, Gesellschaft, Generationen, Freizeit und Sport sowie Mitglied im Petitionsausschuss, im Ausschuss für Föderalismus, Europäische Integration und Europaregion Tirol sowie im Ausschuss für Sicherheit, Gesellschaft, Generationen, Freizeit und Sport wurde. Im Landtag rückte sie für Georg Dornauer nach, der erster Landeshauptmann-Stellvertreter der Landesregierung Mattle wurde.
Nach Dornauers Rückkehr in den Landtag im Dezember 2024 schied sie aus dem Landtag aus. Am 13. Jänner 2025 wurde sie zur Vorsitzenden des ÖGB Tirol gewählt. Sie folgte in dieser Funktion Philip Wohlgemuth nach, der Landesparteiobmann der SPÖ Tirol wurde.